# Oliverotto de Fermo
Oliverotto Euffreducci, conhecido como Oliverotto de Fermo (1475, Fermo – 31 de dezembro de 1502, Senigallia), foi um condottiero italiano e senhor de Fermo durante o pontificado de Alexandre VI. Sua carreira é descrita em Il Principe, de Nicolau Maquiavel.

## Biografia

### Início da vida e ascensão ao poder
Euffreducci nasceu em Fermo. Durante sua infância, ele foi criado por seu tio, Giovanni Fogliani, depois que ele ficou órfão. Ele foi enviado para servir como soldado sob o comando do condottiero Paolo Vitelli para ganhar o alto comando. Em 1495, lutou com Vitelli primeiro em Pisa e depois em Nápoles pelos franceses. Em 1499, os dois lutavam pelos florentinos contra Pisa, mas ambos foram acusados de traição por Florença. Vitelli foi sumariamente condenado à morte enquanto Oliverotto foi poupado devido à intervenção do governo de Fermo. Ele então se uniu a Vitellozzo Vitelli, irmão de Paolo, e ambos foram para o serviço de Cesare Borgia.

À medida que sua ambição crescia, Oliverotto queria tomar Fermo para si. Consequentemente, ele escreveu para seu tio, alegando que queria conhecê-lo. Suspeitando de nenhum crime de seu sobrinho, Fogliani trouxe os cidadãos de Fermo e o hospedou em sua própria mansão. Logo, Oliverotto preparou um banquete formal no qual convidou as pessoas proeminentes de Fermo e seu tio. Como disse Maquiavel:
Quando a comida e todos os outros entretenimentos que são usuais em tais banquetes terminaram, Oliverotto, com astúcia, começou alguns discursos graves, falando da grandeza do papa Alexandre e de seu filho César, e de seus empreendimentos, aos quais discorrem Giovanni e outros respondidas; mas ele se levantou imediatamente, dizendo que tais assuntos deveriam ser discutidos em um lugar mais privado, e se dirigiu a um quarto, onde Giovanni e o resto dos cidadãos foram atrás dele. Assim que se sentaram, soldados saíram de lugares secretos e mataram Giovanni e o resto. ( O Príncipe, Capítulo VIII)
Então, Oliverotto sitiou o palácio do conselho governante e, tendo assustado todos eles, estabeleceu um governo e deu a si mesmo o poder absoluto. Mais tarde, ele se tornou um governante formidável para todos os estados vizinhos.

### Queda e legado
Em maio de 1502, Oliverotto conquistou Camerino para Cesare Borgia. No entanto, percebendo que o duque estava se tornando mais forte, ele participou do encontro em La Magione com Giulio, Paolo e Francesco Orsini, Gian Paolo Baglioni, Pandolfo Petrucci, Vitelli e outros, em 9 de outubro. Embora Oliverotto fosse contra a linha de reconciliação de Paolo Orsini com Cesare Borgia, ele ainda assim tomou Senigallia em nome de Cesare. Mas isso não mudou o projeto secreto de Borgia, e o duque o capturou e estrangulou, junto com Vitellozzo Vitelli, em 31 de dezembro de 1502. Oliverotto foi sucedido como governante por seu filho Ludovico, que governou até ser morto na Batalha de Monto Giorgio em 1520, quando Fermo foi novamente submetido diretamente à Santa Sé.
Tal como acontece com Agátocles de Siracusa, ele é imortalizado em O Príncipe de Maquiavel como um dos líderes que conquistaram o poder por meios criminais. Ele é retratado como um personagem violento e astuto.